# Erythrodes hirsuta
Erythrodes hirsuta är en orkidéart som först beskrevs av William Griffiths, och fick sitt nu gällande namn av Paul Ormerod. Erythrodes hirsuta ingår i släktet Erythrodes och familjen orkidéer. Inga underarter finns listade i Catalogue of Life.